# Margareta Hegardt
Blenda Margareta Hegardt, född 13 januari 1932 i Göteborg, död 22 juni 2005, var en svensk diplomat.

## Biografi
Hegardt var dotter till rådmannen Carl Hegardt och Blenda, född Koch. Hon tog juris kandidatexamen i Lund 1958, genomförde tingstjänstgöring 1959–1961 och var sekreterare i Svenska Arbetsgivareföreningen (SAF) 1961 samt direktörsassistent där 1966. Hegardt var chef för utbildningspolitiska sekretariatet 1971, biträdande direktör 1976 (tjl) samt socialattaché vid svenska delegationen i Bryssel och vid ambassaderna i Bryssel, Haag och Paris 1975. Hon var arbetsmarknadsråd där 1977, statssekreterare vid handelsdepartementet 1978–1979 och 1981–1982 samt var biträdande kabinettssekreterare vid utrikesdepartementet (UD) 1980–1981. Hegardt var därefter generalkonsul i Los Angeles 1983–1989 och ambassadör i Dublin 1989–1993. Hon var därefter generalkonsul i Hamburg 1993–1997.
Hon var styrelseledamot i Arbetsmarknadens kvinnonämnd från 1967 och i rådet för tjänstemannautbildning inom industrin från 1969. Hegardt var ledamot och expert i ett flertal statliga utredningar och organ inom området arbetsmarknad, utrikeshandel, socialpolitik, utbildningspolitik, dito i gemensamma organ samt i arbetsmarknadspartner. Hon var svensk representant i bland annat OECD-organ, IDB och i nordiska samarbeten med mera.
Hegardt blev juris hedersdoktor vid California Lutheran University i USA 1989.
Hegardt var gift 1955–1960 med ambassadören Karl-Anders Wollter (född 1927), son till redaktörn Kjell Wollter och Elsa, född Ekwall. Hon var gift 1962–1977 med länsåklagaren Lars Dahlgren (född 1931), son till överläkaren Lars Dahlgren och Aina, född Svenselius. Hegardt avled 2005 och gravsattes på Östra kyrkogården i Göteborg.